# Reaper (logiciel)
 (décembre 2009).
Si vous disposez d'ouvrages ou d'articles de référence ou si vous connaissez des sites web de qualité traitant du thème abordé ici, merci de compléter l'article en donnant les références utiles à sa vérifiabilité et en les liant à la section « Notes et références ».
Reaper (prononcé [ʁi.pœʁ], acronyme de Rapid Environment for Audio Production, Engineering, and Recording) est un logiciel de MAO créé par Justin Frankel pour la société Cockos, dont il est le fondateur. Justin Frankel s'est fait connaître en créant le logiciel Winamp, un lecteur audio fonctionnant sous Windows. Reaper est disponible pour Microsoft Windows (98/Me/2000/XP/Vista/7,8,10 et 11), en bêta sous Linux (natif en architectures x86 et ARM, dans les deux cas en 32 bits et 64 bits, ou stable via Wine, et Mac OS X (10.4 à 10.10). La version 7.19 de Reaper est disponible depuis le 23 juillet 2024. Contrairement à ce qui est couramment dit sur internet[Par qui ?], Reaper n'est pas gratuit.

## Compatibilité
Reaper est compatible avec VST3, VST, VSTi, DX, DXi, AU et, plus récemment, CLAP. Il propose aussi des fonctionnalités qui lui sont propres : la série de plug-ins d'effets Rea, une API d'effets nommée JS (pour Jesusonic) qui permet, au sein de Reaper, de développer ses propres effets audio ou midi dans un langage proche du C, la possibilité de créer ses propres macro-commandes ou encore l'accès à l'API principale via des scripts en Python ou en Perl, voire la création de dll en C++. Depuis la version 5, il est possible de créer des scripts en LUA ou en EEL (langage développé par Cockos pour Jesusonic). Contrairement à Python ou Perl, LUA et EEL sont intégrés en natif dans Reaper.
Reaper est compatible Rewire en mode esclave ou maître. Depuis la version 4, Reaper est compatible 64 bits et inclut sa propre technologie de pont 32 bits / 64 bits, ce qui permet d'utiliser des plug-ins VST 32 bits sans plantage du système. Reaper comprend également ReaMote, qui permet d'utiliser des ordinateurs en réseau pour effectuer tout ou une partie des calculs nécessaires aux effets audio.
Reaper inclut également la technologie ARA, qui lui permet de converser avec des plug-ins tels que Melodyne.
En plus d'un éditeur MIDI, Reaper offre la notation musicale standard, compatible MusicXML. Il est également possible de manipuler la console de mixage à distance, via un tiers appareil fonctionnant sous Android ou iOS ou Windows. 
L'interface utilisateur de Reaper est presque entièrement configurable et modifiable. Depuis la version 3.13, tous les menus sont modifiables : menu principal, menus contextuels (clic droit de la souris) ; de nouveaux menus peuvent être ajoutés. Des traductions de l'interface complète sont possibles depuis la version 4 ; elles sont réalisées par des utilisateurs. Les barres d'outils existantes sont également modifiables et il est possible d'en créer de nouvelles. Depuis la version 4, l'interface du logiciel peut être entièrement transformée grâce à Walter (fonction puissante de remodelage de l'interface selon les désirs de l’utilisateur).

## Philosophie
Reaper est un logiciel développé selon la méthode agile, dans le but d'être réactif aussi bien du point de vue des versions régulièrement disponibles que de la prise en compte des remarques des utilisateurs. De ce fait, les mises à jour sont fréquentes. Contrairement à la plupart des STAN présentes sur le marché, les passages de version majeures ne coïncident pas forcément avec l'ajout de fonctionnalités importantes. Celles-ci peuvent apparaître inopinément, comme l'éditeur de partition. 
La communauté des utilisateurs est particulièrement active : traduction du manuel d'utilisation et de l'interface utilisateur, ajout de thèmes, développement de plug-ins JS, ainsi que de scripts permettant d'ajouter des fonctionnalités non-natives, etc. La plupart du temps, ces ajouts sont mis à disposition gratuitement par leurs auteurs. 
Très complet en fonctionnalités, Reaper est une alternative à d'autres logiciels de MAO comme Pro Tools, Cubase, Ardour, Logic Pro, Cakewalk Sonar, SAW Studio, ACID Pro et FL Studio.